# François Pinault
François Pinault (Les Champs-Géraux, 21 agosto 1936) è un imprenditore, collezionista d'arte e filantropo francese.
È il fondatore della holding Artemis e di PPR, oggi gruppo Kering, che comprende brand di lusso come Gucci, Yves Saint Laurent e Balenciaga. Al 17 novembre 2022, secondo la rivista Forbes, è una delle persone più ricche del mondo, con un patrimonio stimato di 36,4 miliardi di dollari.
François Pinault è uno dei maggiori collezionisti d’arte contemporanea e proprietario di Palazzo Grassi e Punta della dogana a Venezia, nei quali è esposta gran parte della sua collezione personale.

## Biografia

### Prime attività commerciali
François Pinault nasce il 21 agosto 1936 a Les Champs-Géraux, un paese rurale nel nord della Bretagna. Pinault frequenta il College Saint-Martin di Rennes, ma a 16 anni decide di lasciare gli studi, e una volta tornato a casa si dedica al business di famiglia, prendendo parte alla piccola attività del padre nel commercio di legname. Nel 1956, come molti altri giovani, François si arruola come volontario nelle truppe francesi per combattere la guerra d'Algeria. Al ritorno da questa esperienza continua a lavorare nell’attività di famiglia, ma nel 1959, dopo la morte del padre, Pinault decide di vendere. Nel 1962 si sposa con Louise Gautier, dalla quale ha tre figli: François-Henri, Dominique, e Laurence Pinault.
Non passa molto tempo prima che François Pinault ritorni nel mondo del business: nel 1963, con l’aiuto della famiglia e della banca Crédit Lyonnais, fonda la sua prima società, Établissement François Pinault, rimanendo nell’ambito del commercio di legname. Nel 1967 Pinault e la Gautier divorziano, e nel 1970 lui si risposa con Maryvonne Campbell, figlia di un antiquario di Rennes, e sarà proprio la sua seconda moglie a introdurre Pinault al mondo dell’arte, a questo periodo risale anche il suo primo acquisto d’arte.

### Creazione di un impero
Il business di Pinault cresce velocemente, grazie anche all’acquisizione di aziende in fallimento e alla capacità di rilanciarle sul mercato; l’acquisizione più importante è Chapelle Darblay. Nell'ottobre 1988 François Pinault riesce in un altro grande obiettivo: la sua società appare per la prima volta tra le aziende quotate sulla Borsa di Parigi. Pinault inizia dunque a seguire una nuova strategia, acquisendo realtà importanti nel settore della distribuzione al dettaglio. Compra la quota di maggioranza di CFAO (realtà specializzata nella distribuzione in Africa), Conforama, Printemps (un grande magazzino di vendita al dettaglio), e infine La Redoute (vendita per corrispondenza) e Fnac (distribuzione nell’editoria ed elettronica). È a questo punto, nel 1993, che rinomina la sua società Pinault-Printemps-Redoute (PPR).
Verso la fine degli anni ‘90 la società cambia ancora una volta direzione, affacciandosi al mondo del lusso. A marzo del 1999, infatti, Pinault-Printemps-Redoute compra il 42% delle azioni del gruppo Gucci per 3 miliardi, acquisendo anche il marchio Yves Saint Laurent. Pinault prosegue acquistando il marchio francese di alta gioielleria Boucheron nel 2000, Balenciaga nel 2001, così come anche la casa di moda inglese Alexander McQueen. Nel maggio 2003 François Pinault lascia le redini della società a suo figlio François-Henri Pinault, mentre nel 2005 Pinault-Printemps-Redoute viene ufficialmente rinominata PPR.
Il figlio continuerà sulla linea del padre con nuove acquisizioni nel settore del lusso tra cui Brioni, Girard-Perregaux, Pomellato, Bottega Veneta. Nel 2013 PPR è un player puro del settore del lusso e cambia il suo nome in gruppo Kering. Grazie alle sue scelte strategiche il gruppo Kering è ancora in continua crescita: il 2019 è stato chiuso con un fatturato di 15,883 miliardi di euro (contro i 13,665 miliardi di euro del 2018), a riprova di un gruppo che continua a migliorare.

### Artemis e altri investimenti
Nel 1992 Pinault fonda Artémis, la holding che gestisce gli investimenti della famiglia Pinault. La società è controllata al 100% da François Pinault e dalla sua famiglia.
Tra le prestigiose tenute acquistate da Pinault troviamo Château-Grillet (Condrieu), acquisita nel 2011, la californiana Napa Valley Araujo Estates Wines, ribattezzata Eisele Vineyard (2015), e Le Clos-de-Tart (Côtes de Nuits) nel 2017.
Dal 1997 Artémis controlla anche la rivista Le Point, e dal 1998 la casa d’aste Christie's. Sempre nel settore del lusso, Artémis acquisisce la compagnia di crociere Ponant nel 2015. Dal 1998 Pinault è anche proprietario del Rennes football club, una squadra di calcio francese.

## Arte contemporanea
Pinault è uno dei più grandi collezionisti d’arte contemporanea, la sua collezione privata vanta oltre 5.000 opere d'arte con un valore complessivo di 1,2 miliardi di euro secondo Bloomberg. Si tratta di una delle cinque collezioni d’arte contemporanea più grandi del mondo; costituita da pitture, sculture, fotografie e video appartenenti ai movimenti artistici dell’Arte Povera, del Minimalismo, del Post-minimalismo e della Pop Art. Oltre alle sedi principali in cui sono esposte, le opere della Pinault Collection sono regolarmente esposte in tutto il mondo.
Nel 2005 Pinault acquista Palazzo Grassi a Venezia, la ristrutturazione viene commissionata all’architetto giapponese Tadao Ando. La prima esposizione della collezione Pinault in questa sede è nel 2006, oggi nel Palazzo si possono trovare opere di artisti come Mark Rothko, Piero Manzoni, Damien Hirst, Andy Warhol, Jeff Koons, Takashi Murakami ed altri.
Sempre a Venezia, la famiglia Pinault possiede Punta della Dogana. Aperta nel 2009, dopo 30 anni di abbandono dell’area, è la seconda sede della collezione Pinault, anch’essa restaurata da Tadao Ando. Ai possedimenti veneziani nel 2013 si aggiunge Il Teatrino, un teatro all’aperto ristrutturato sempre da Ando, che oggi ospita 220 posti ed è il fulcro di un importante programma culturale.

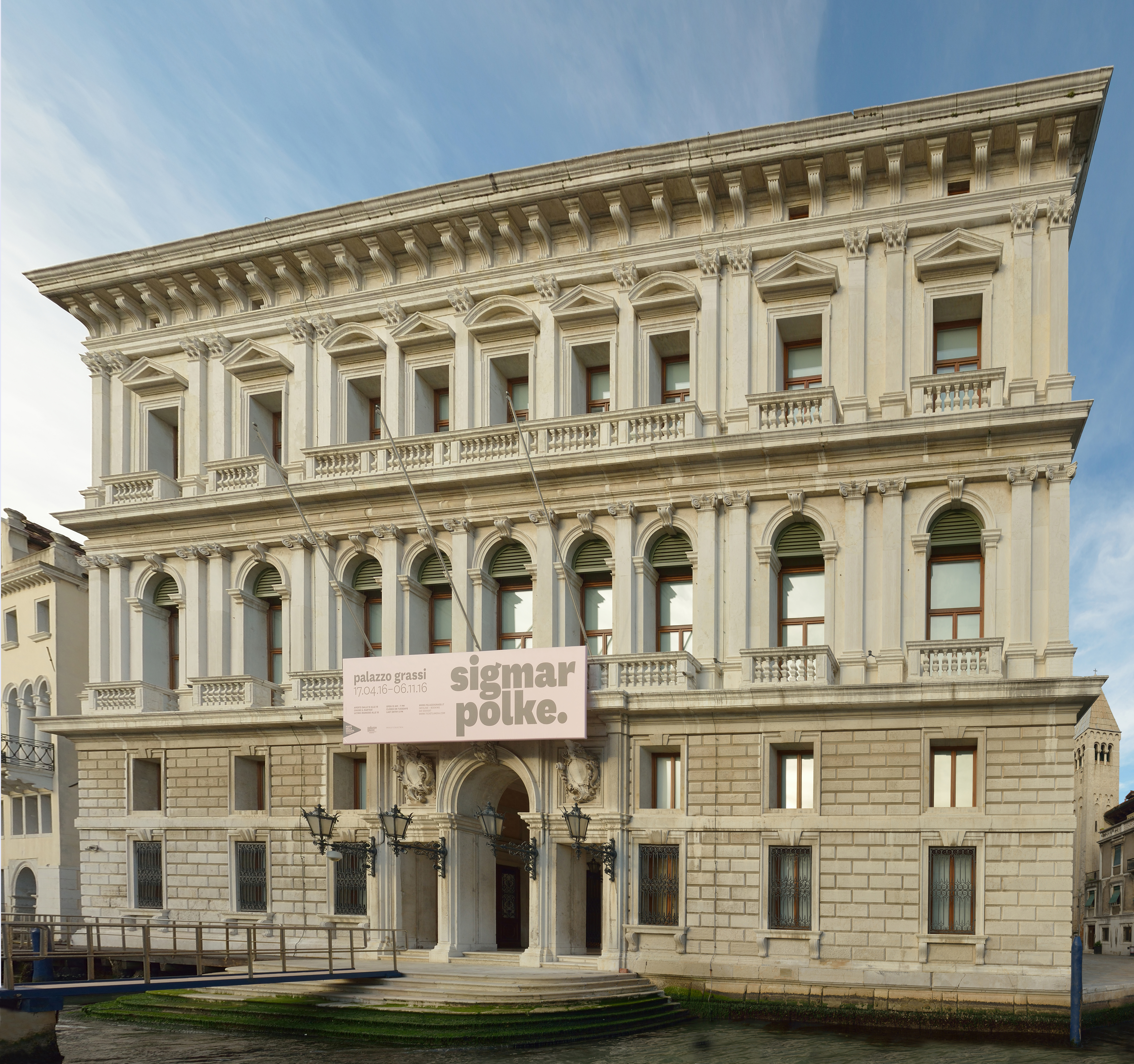
Palazzo Grassi, Venezia

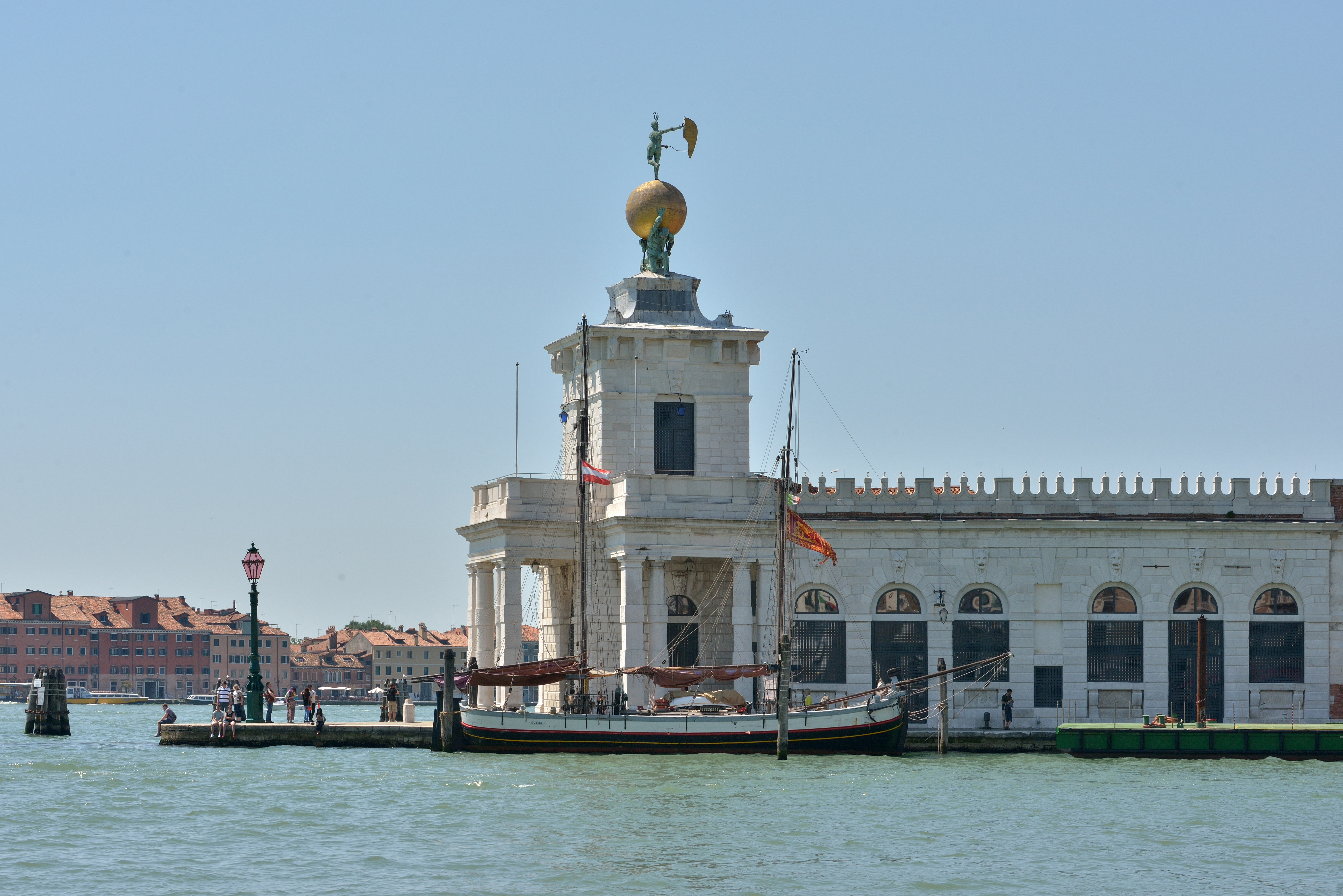
Punta della Dogana, Venezia

Nel 2016 Pinault e la città di Parigi annunciano una collaborazione per la ristrutturazione della Bourse de Commerce, che da ex sede della finanza parigina diventerà un nuovo museo di arte contemporanea. Il progetto è affidato al giapponese Tadao Ando con la collaborazione dallo studio di architetti NeM, gli ingegneri di Setec e l’architetto Pierre-Antoine Gatier. L’apertura è stata annunciata per il 2020.

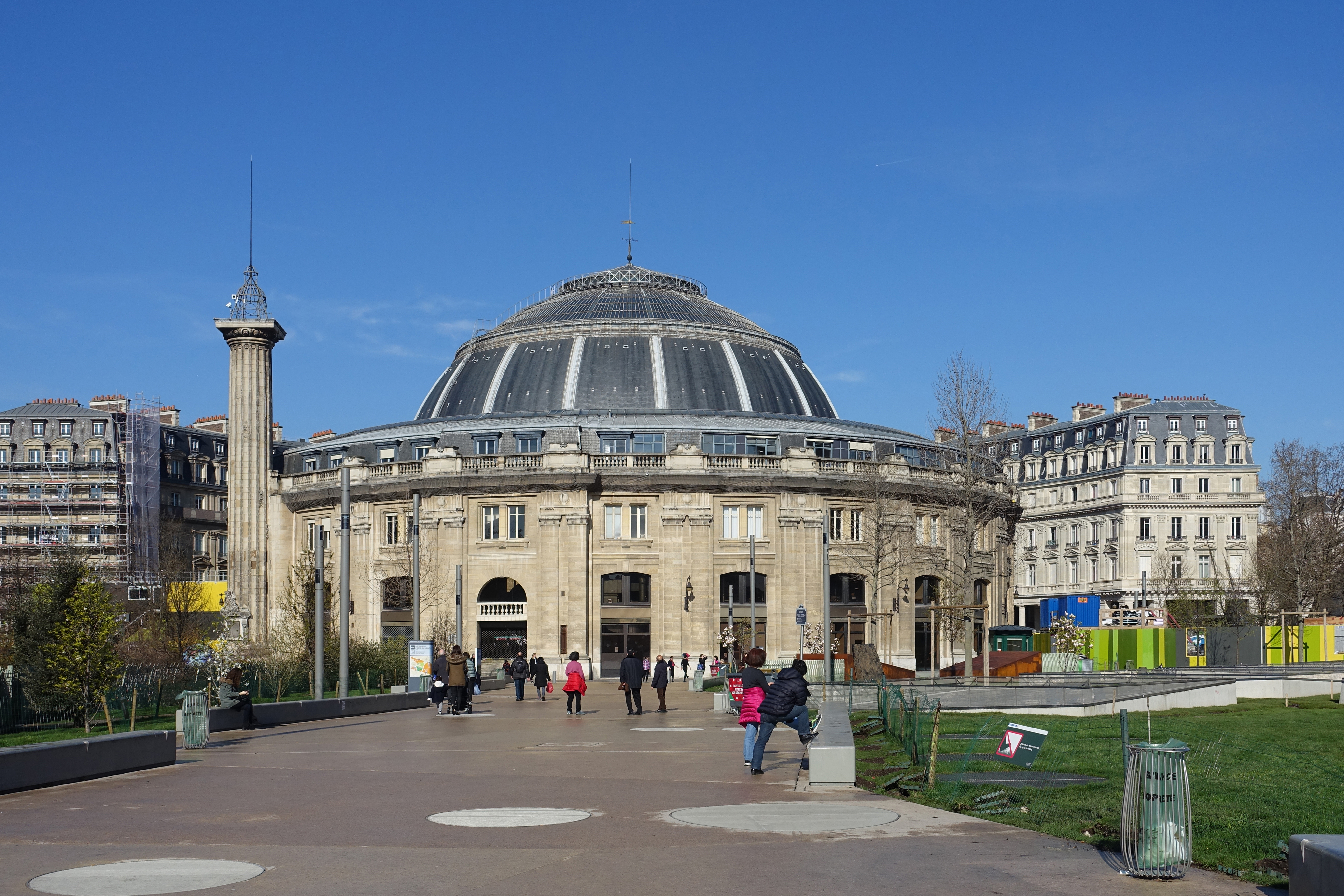
Borsa di Commercio di Parigi

## Attività filantropiche
François Pinault è molto attivo nel sociale e ha finanziato diversi interventi filantropici, tra cui nel 1990 il progetto di riforestazione nella foresta di Paimpont in Bretagna, danneggiata da un grave incendio. Nel 2000, a seguito del naufragio dell’Erika, ha fornito un’assistenza finanziaria per aiutare le isole bretoni colpite dalla diffusione del petrolio via mare. Nel 2019 si somma alla lista di miliardari che hanno donato una quantità significativa per il restauro della Cattedrale di Notre-Dame dopo l’incendio in aprile 2019, nello specifico François Pinault e la sua famiglia hanno donato 113 milioni.
Dal 2015 la Pinault Collection sponsorizza anche una residenza artistica a Lens, nella regione Hauts-de-France in collaborazione con gli enti culturali, come la Direction régionale des Affaires Culturelles (DRAC), i Fonds régionaux d'art contemporain (Frac). La residenza ha ospitato grandi nomi dell’arte contemporanea internazionale tra cui Melissa Dubbin e Aaron Davidson, Edith Dekundt, Luca Arrada e, nel 2019, Hicham Berrada.
A seguito della morte di Pierre Daix, amico di Pinault e scrittore d’arte oltre che noto biografo di Picasso, Pinault ha istituito il Premio Pierre Daix, per premiare le migliori pubblicazioni di arte contemporanea.
Uno degli impegni più recenti della Pinault collection è il finanziamento della ristrutturazione di Hauteville House, la casa di Victor Hugo a Guernsey.

## Onorificenze
- 1958 - Croce del Valore Militare (Francia)
- 2006 : Bretone dell'anno di Armor Magazine (Bretagna - Francia)[33]
- 2006 e 2007 : la persona più influente del mondo dell'arte dalla rivista Art Review[34]
- 2011 : Gran Ufficiale de la Legion d'onore (Francia)[35]
- 2016 : Gran Ufficiale dell'Ordine della Stella d'Italia[36]
- 2017 : Gran Croce della Legion d'onore (Francia)[37]